# 커피 생산량에 따른 나라 목록
이 문서는 유엔식량농업기구 (FAO)의 2023년 자료를 바탕으로 한 나라별 커피 생산량 목록이다. 이 자료는 가공된 커피 생산의 주요 재료인 그린 커피 빈 생산량을 다룬다. 분쇄 커피의 로스팅 및 포장은 생산국에서 수출된 후에 이루어지는 경우가 많다. 별도의 나라별 커피 수출량 목록을 참조하라.
커피는 많은 지역에서 현금작물이며, 수출을 위해 생산되는 양은 현지 수요를 크게 초과한다. 이들 국가 중 상당수는 세계 최대 커피 체인점 및 기업과 상당한 공급망 관계를 유지하고 있다. 종종 이러한 커피 체인점들은 공정 무역 및 지속농업 관련 우려를 완화하기 위해 시장 가격보다 프리미엄을 지불한다. 커피 시장에 참여하는 개발도상국들은 세계 커피 경제에 상당한 영향력을 행사한다.

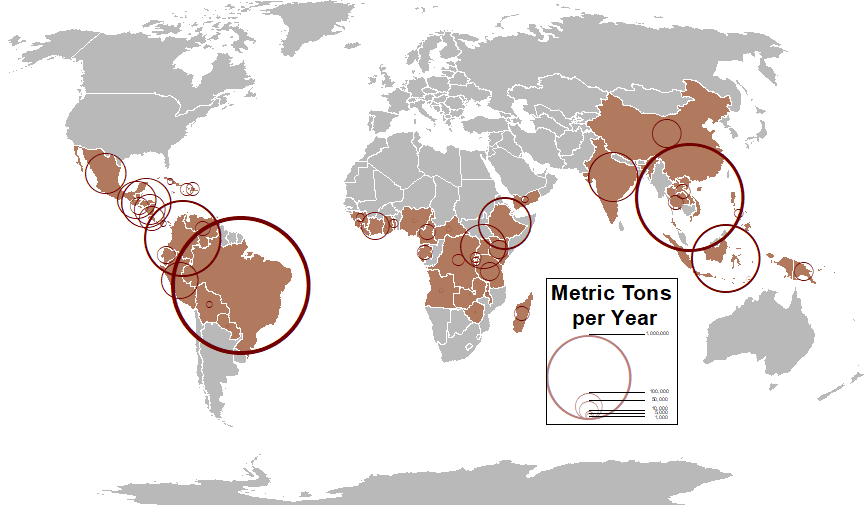
나라별 커피 생산량 세계 지도, 2019년
커피 종류별 커피 재배: r 로부스타 커피m 로부스타 커피 및 커피나무a 커피나무

## 나라별 생산량 목록
2023년 세계 그린 커피 생산량은 1110만 미터톤이었으며, 브라질이 전체의 30.8%를 차지하며 선두를 달렸다. 다른 주요 생산국은 베트남 (17.7%)과 인도네시아 (6.8%)였다. 전 세계 커피의 41%는 남아메리카에서, 27%는 동남아시아에서, 17%는 아프리카에서, 10%는 중앙아메리카에서 생산되었다.
FAO에 따르면 2023년 총 81개 국가 및 지역에서 커피를 생산했으며, 53개국은 1,000톤 이상을 생산했고, 아래에 나열된 36개국은 10,000톤 이상을 생산했다. 생산량이 확인된 가장 작은 국가는 쿡 제도였으며, 단 370kg의 커피를 생산했다.α
| 국가                | 생산량 (미터톤) |
| ------------------- | --------------- |
| 브라질              | 3,405,267       |
| 베트남              | 1,956,782       |
| 인도네시아          | 760,192         |
| 콜롬비아            | 680,858         |
| 에티오피아          | 559,400         |
| 온두라스            | 384,361         |
| 우간다              | 384,000         |
| 페루                | 369,551         |
| 인도                | 332,848         |
| 중앙아프리카 공화국 | 316,108         |
| 과테말라            | 225,327         |
| 기니                | 200,000         |
| 멕시코              | 194,916         |
| 라오스              | 177,662         |
| 니카라과            | 143,337         |
| 중국β               | 108,000         |
| 코트디부아르        | 91,327          |
| 코스타리카          | 78,822          |
| 탄자니아            | 62,917          |
| 콩고 민주 공화국    | 62,217          |
| 베네수엘라          | 56,381          |
| 마다가스카르        | 49,344          |
| 케냐                | 48,700          |
| 파푸아뉴기니        | 45,371          |
| 엘살바도르          | 32,326          |
| 예멘                | 30,291          |
| 필리핀              | 30,023          |
| 르완다              | 27,104          |
| 캄보디아            | 24,266          |
| 볼리비아            | 23,579          |
| 도미니카 공화국     | 23,446          |
| 토고                | 22,895          |
| 앙골라              | 20,071          |
| 태국                | 16,575          |
| 파나마              | 12,760          |
| 말라위              | 11,000          |
| 기타 국가 및 지역   | 96,180          |
| 세계                | 11,064,205      |
| 출처: 유엔 FAOSTAT  |                 |

## 내용주
^α  모리셔스, 세인트루시아, 사우디아라비아의 세 나라는 1990년대 이후 FAO에 의해 수치가 보고되지 않았지만 여전히 데이터에 포함되어 있다. 세 나라 모두 소규모로 커피를 계속 생산하고 있다. 이들은 여기서는 생산국으로 분류되지만 전 세계 총계에는 포함되지 않는다.
^β  중국의 수치는 ICO에서 추정한 값이다.

## 같이 보기
- 브라질의 커피 생산
- 콜롬비아의 커피 생산
- 에티오피아의 커피 생산
- 과테말라의 커피 생산
- 하와이의 커피 생산
- 케냐의 커피 산업
- 멕시코의 커피 생산
- 파푸아뉴기니의 커피 생산
- 페루의 커피 생산
- 필리핀의 커피 생산
- 르완다의 커피 생산
- 베트남의 커피 산업
- 커피 전쟁
- List of coffeehouse chains